# 守義站
守義站（韓語：수의역）是朝鮮民主主義人民共和國咸鏡南道虛川郡守義里的一個鐵路車站，属于虛川線。

## 邻近车站
虛川線
虛川站 - 守義站 - 长坡站